# Руски витяз
Руски витяз (на руски: Русский витязь) е първият в света четиримоторен самолет, водеща машина в тежката авиация, конструиран от легендарния учен авиоинженер Игор Сикорски.
Самолетът първоначално е наречен „Гранд-Балтийский“ (тъй като е наричан и с двете имена „Гранд“ и „Большой Балтийский“), построен е в Руско-Балтийския вагонен завод през зимата на 1912 – 1913 година. Построен е, когато самите авиационни специалисти не вярвали, че такава тежка машина, дори снабдена с четири двигатели, ще може да полети.
През март 1913 г. самолетът е изведен от хангарите на Комендантския аеродрум. Първообразът на самолета бил снабден с 2 двигателя „Аргус“, развиващи мощност от 100 к.с. всеки. На 2 март самолетът е изпитан от Игор Сикорски. Полетът преминава успешно, въпреки че двата двигателя не дават достатъчно мощност на машината. Върху крилата на самолета са поставени още 2 двигателя от същия вид, като първият полет в този вид е проведен на 23 юли същата година. По време на полета е изпробвано спирането на единия от двигателите, а по-късно – и двата двигателя от една страна на самолета, при който експеримент самолетът се представя чудесно.
По това време самолетът е преименуван официално от „Гранд“ на „Русский витязь“ (на руски: ви́тязь е воин, герой, богатир).
„Руски витяз“ просъществува недълго. На 11 септември 1913 година, по време на 3-тия конкурс за военни самолети, на прелитащ над него самолет „Меллер – II“ му изпада двигателят върху левия борд на машината, унищожавайки почти цялата страна, включително крилата. След тази повреда самолетът не е възстановен, като утежняващо обстоятелство за което било и качеството на дървесината, от която е бил направен самолетът.
Ролята на „Руски витяз“ в историята на авиацията е огромна. Това бил прототипът на далечинни тежки самолети с двигатели, поставени в редица на крилата, независимо от схемата на разположение. Самолетът бил успешен и служи като предмет на заслужена национална гордост на Руската империя.
Първоприемник на „Руския витяз“ е първият тежък бомбардировач „Иля Муромец“ – самолет, който е създаден отново от Игор Сикорски и върху който започва работа през есента на 1913 година.
1. ↑  masterok.livejournal.com